# Pteronotus quadridens
Pteronotus quadridens es una especie de murciélago de la familia Mormoopidae. 
Se encuentra en Cuba, Jamaica la Española, Puerto Rico, y fue extinguido en las Bahamas.